# Râul Ghipeș
Râul Ghipeș este un afluent al râului Homorodul Mare. 

## Hărți
- Harta județului Harghita